# Хеленос
Хеленос (лат. Helenus) или Хелен, је син тројанског краља Пријама и његове жене Хекабе.

## Етимологија
Хелен је облик мушког рода имена Месечеве Богиње Хеле или Хелене. Ово име означава светло или Месец, али и корпу која се употребљавала приликом приношења жртава месечевој богињи. Промена назива Грка у Хелене догодила се 1521. п. н. е., што се види из парске хронике.

## Митологија
Када су се родили близанци Хеленос и Касандра, приређена је свечаност у Аполоновом храму. У току свечаности, близанци су у игри заспали, а њихови родитељи и гости су се након гозбе разишли, заборавивши на децу. Тек ујутру, отрезнивши се, схватили су да су деца остала у храму. Када су дошли тамо, угледали су две змије како својим језицима лижу уши уснулим близанцима. Жене су вриснуле и змије су одгамизале у оближњи ловоров жбун. Од тог доба, Хеленос (као и његова сестра) је био обдарен од богова пророчким моћима и духом врача, па је и зато одговарао свог брата Париса од пута у Спарту, јер је тај пут водио ка Тројанском рату.
Када је рат већ избио, био је добар саветник свом брату Хектору, врховном заповеднику тројанске војске, и преживео је пад родног града. Заправо, у последњој години рата, сукобио се са својим братом Дејфобом око руке лепе Хелене и пошто је њихов отац пресудио на његову штету, љут је напустио Троју и отишао на Иду. Пошто је пророк Калхант рекао Грцима да само Хелен зна како Троја може да се освоји, Одисеј га је потражио, заробио и довео назад. Тада је Хелен прорекао да ће Троја пасти онда када се у грчки логор донесе једна Пелопова кост и тројански Пандион и доведе Неоптелем, Ахилов син. Неоптелем га је, заједно са Андромахом, након рата одвео у Фтију као роба. Када су се ослободили, склопили су брак и настанили се на обали Епира. Ту су основали нови град који је својим изгледом подсећао на Троју. Град је назван нови Илион, а Хелен је подигао и град Бутрот. Сам Епир је назвао Хаонијом. Касније је на свом двору угостио Енеју и друге тројанске избеглице, о чему су писали Вергилије у „Енејиди“ и Овидије у својим „Метаморфозама“. Са Андромахом је имао сина Кестрина. Као његова прва супруга се помињала Дејдамија. Према аргивској традицији, био је сахрањен на Аргу.

## Други ликови
- У Хомеровој „Илијади“, још један учесник тројанског рата. Био је Ахејац, Енопов син, а погинуо је у борби са Хектором и Арејем.[6]
- Према Аполодору, био је Пенелопин просилац са Итаке.[7]
- Епонимни херој грчког народа, по коме су називани Хеленима. Био је Зевсов, Деукалионов или Прометејев син, који је владао тесалском Фтијом, баш на месту где су се Деукалион и Пира настанили након потопа, између Пенеја и Асопа. Са нимфом Орсеидом имао је три сина, епонимна хероја Дораца, Еолаца, Јонаца и Ахајаца, а који су се звали Дор, Ксут и Еол.[2]